# Eliza Lynch

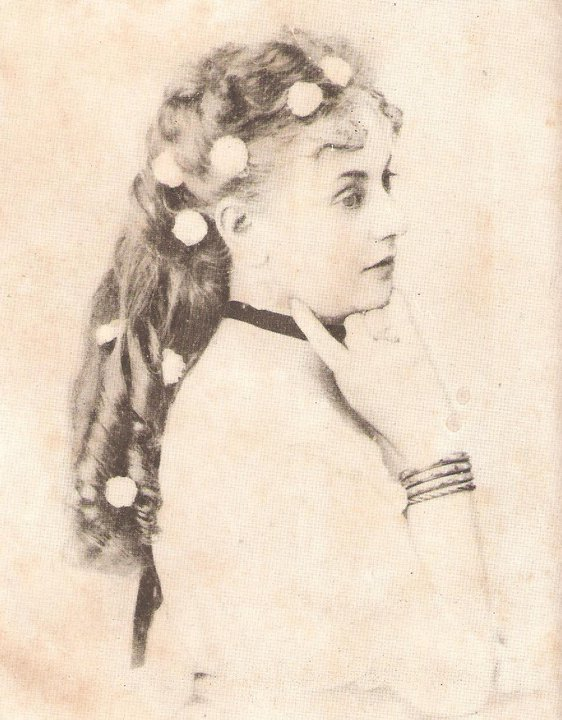
Eliza Alicia Lynch

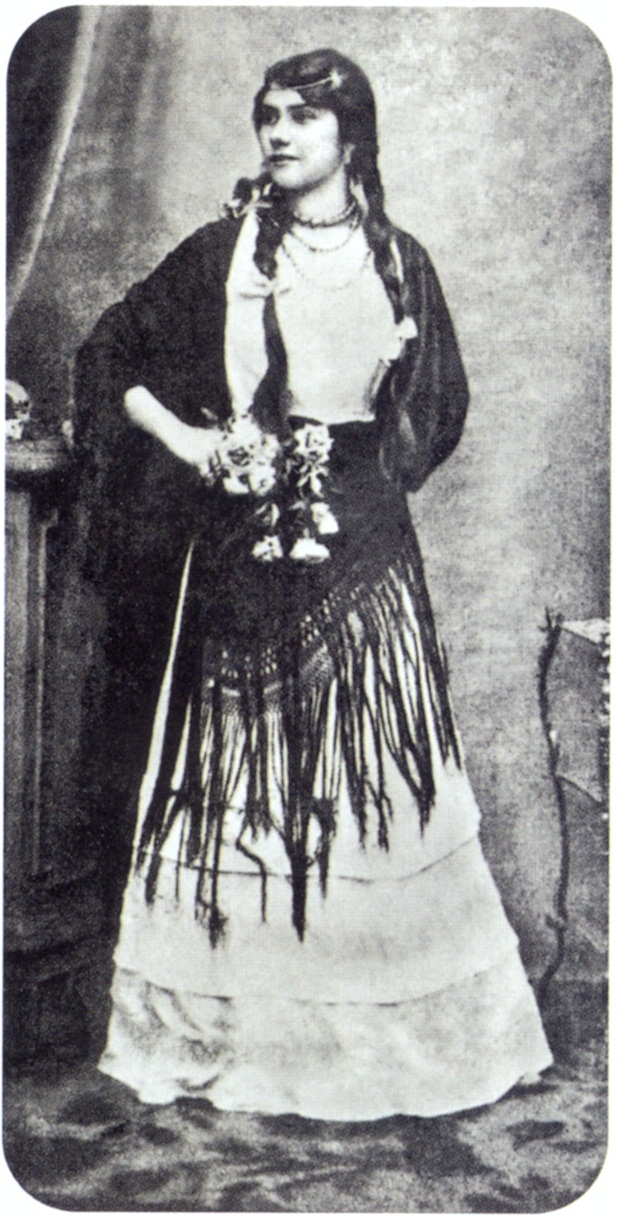
Eliza Lynch w 1855

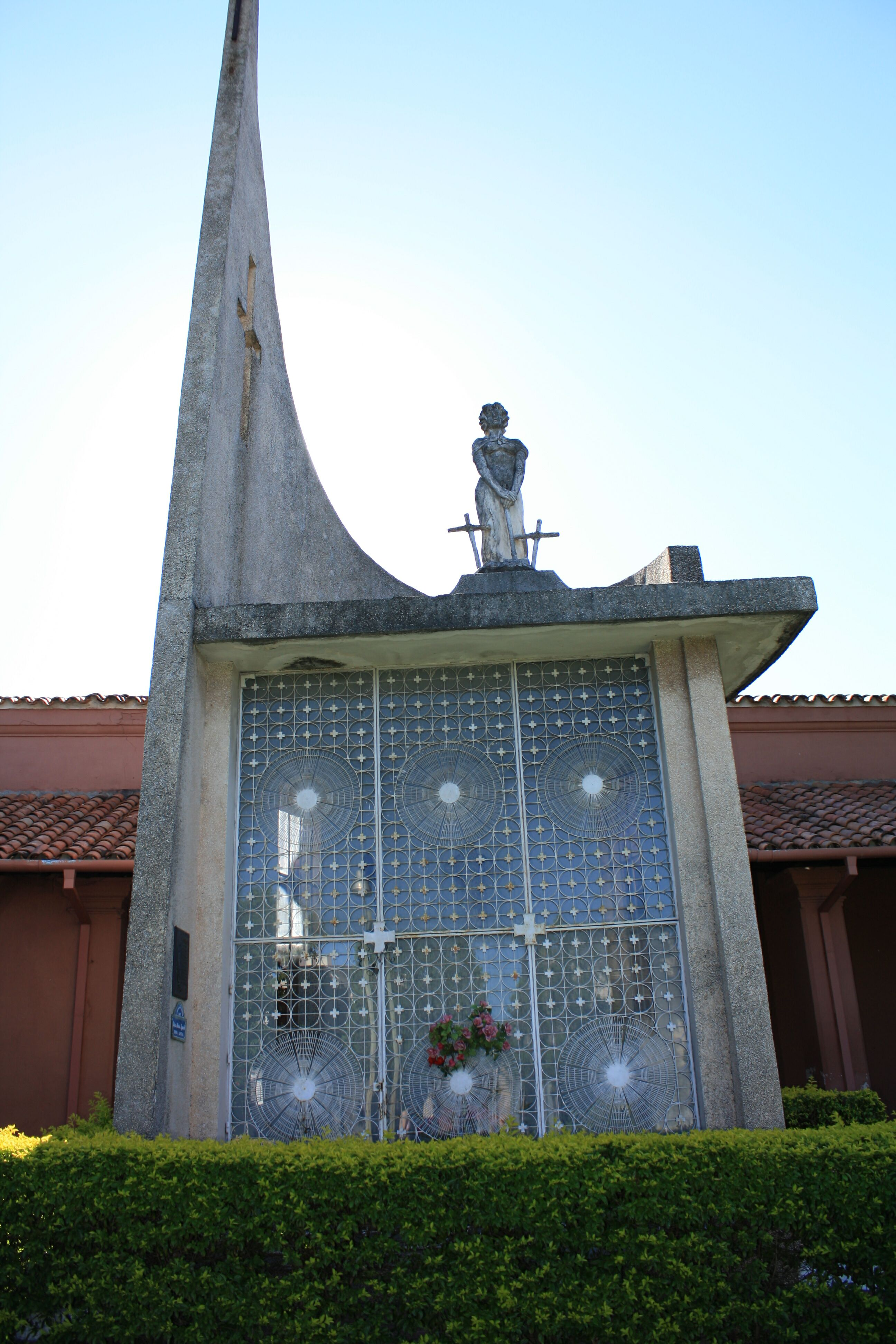
Grób Elzy Linch

Eliza Alicia Lynch (ur. 30 czerwca 1835 w hrabstwie Cork w Irlandii, zm. 1886 w Paryżu) – irlandzka kurtyzana, kochanka Francisco Solano Lópeza (prezydenta Paragwaju w latach 1862–1870), z którym miała troje dzieci.

## Życiorys
Urodziła się w rodzinie protestanckiej jako córka lekarza Johna Lyncha i Adelaide Schnock. W 1847 rodzina przeprowadziła się do Paryża. W 1850 w wieku piętnastu lat Eliza Lynch poślubiła francuskiego medyka wojskowego. Stabilizacja życiowa nie przeszkodziła jej w paraniu się prostytucją. Będąc osiemnastoletnią kurtyzaną poznała w 1853 Paryżu podróżującego po Europie syna paragwajskiego dyktatora Carlosa Antonio Lópeza, Francisco Solano Lópeza, który po spędzeniu z nią nocy obiecał uczynić ją "cesarzową Ameryki Południowej" i zabrał ją ze sobą, ona zaś jeszcze w tym samym roku rozwiodła się z mężem. W październiku 1855 para w drodze powrotnej do Paragwaju zatrzymała się w Buenos Aires, gdzie urodziła pierwszego z pięciu synów ze związku z Lopezem - Juana Francisco Solano Lopeza (zabitego podczas wojny wraz z ojcem w 1870). Niedługo po tym wrócili do Asunción, stolicy Paragwaju, gdzie Eliza Lynch namówiła Lópeza do zbudowania nowej komory celnej, biblioteki narodowej, arsenału, stacji kolejowej, nowej katedry i opery wzorowanej na mediolańskiej La Scali. Zamieszkała w luksusowej pałacowej rezydencji w paragwajskiej stolicy, rozpowszechniając wśród elit tego kraju francuskie kulinaria, muzykę, perfumy, modę i sztukę. Jednocześnie stała się ona największą właścicielką ziemską w Paragwaju dzięki wpływom Francisco Solano Lopeza, który przekazał jej olbrzymie majątki ziemskie, łącznie z kilkoma przynoszącymi zyski ranczami oraz ponad 20 domami.
Po śmierci ojca López dokonał zamachu stanu. Ogłosił się prezydentem, Eliza zaś zyskała tytuł pierwszej damy. W czasie wywołanej przez niego wojny paragwajskiej ulokowała za granicą zawartość skarbca państwowego, konfiskowała kobietom biżuterię, zajmowała ziemie i grabiła kościoły oraz domy. Kiedy w 1870 López został zastrzelony (prawdopodobnie przez swoich rodaków), próbowała uciec przez dżunglę w sukni balowej, została schwytana i zmuszona do wykopania gołymi rękami grobu Lópezowi i najstarszemu synowi Juanowi Franciscowi, który zginął, ratując matkę. Jednak zauroczeni jej pięknem Brazylijczycy pomogli jej potajemnie wyemigrować do Europy. Znalazła się w Londynie, gdzie domagała się od rządów Paragwaju i Argentyny zwrotu, jej zadaniem, niesłusznie zajętego majątku (został on skonfiskowany kilka dni po śmierci Lopeza). Później została zmuszona do ucieczki z powrotem do Paryża. Wyjeżdżając, zabrała ze sobą wartą tysiące dolarów biżuterię i duże pokłady gotówki. W późniejszym czasie wróciła do Paragwaju z żądaniami zwrotu zawłaszczonych jej obszarów, jednak natychmiast deportowano ją z powrotem do Francji. Po śmierci została pochowana na Père-Lachaise.
W 1961 generał Alfredo Stroessner, dyktatorski prezydent Paragwaju, ogłosił Elizę Lynch bohaterką narodową. Jego zamiar pochowania Lynch w Panteón de los Heroes obok Francisco Solano Lópeza został zniweczony w wyniku sprzeciwu Kościoła katolickiego (para nie była małżeństwem). Trumna wylądowała w Museo Lynch, ale w 1970, w setną rocznicę zakończenia wojny paragwajskiej, złożono ją z należnym ceremoniałem w marmurowym mauzoleum na cmentarzu La Recollecta. Wielkie posągi Lópeza i Lynch znajdują się do dziś w Asuncion.

## Spuścizna
Do dzisiejszego dnia Paragwajczycy są podzieleni co do tego, kim naprawdę była Eliza Lynch. Ci, którzy w prezydenturze Francisca Lópeza widzą chwalebny epizod w historii Paragwaju, umieszczają tę młodą Irlandkę na piedestale, mając ją za paragwajską Evitę Perón - pełną uroku wizjonerkę i odnowicielkę kraju. Dla wielu, zdaniem których prezydentura Lópeza był katastrofą, on sam zaś zadufanym w sobie, okrutnym sadystą, Lynch była piękną, mającą dłonie splamione krwią kusicielką, rodzajem celtycko-latynoskiej Jezebel, która nieustannie rozbudzała ego swego kochanka, zachęcając go do podejmowania nierozważnych decyzji militarnych i która skonfliktowała go z jego własną rodziną, nakłaniając do zamordowania wielu jej członków